# Jaqueline Lima

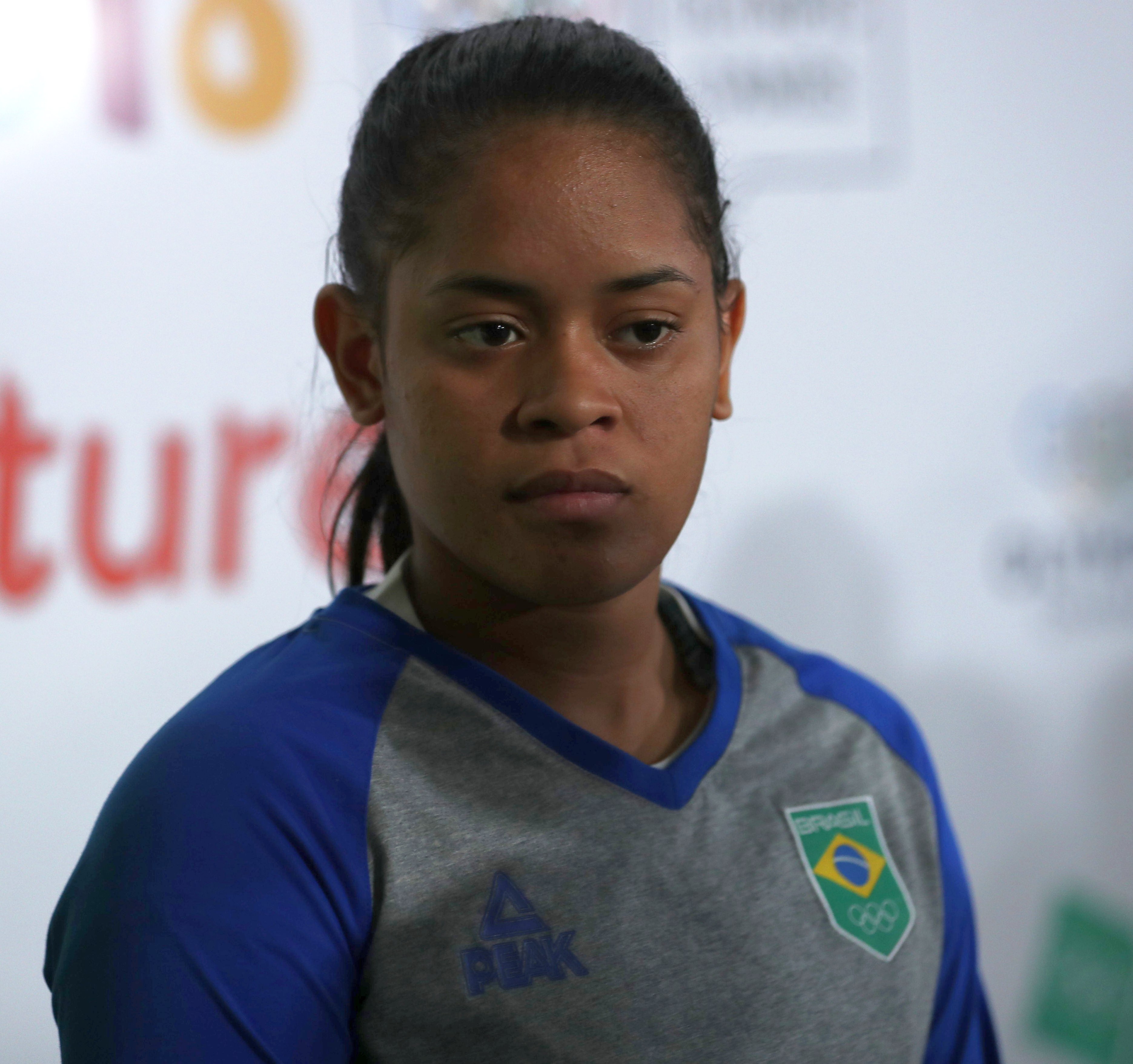
Jaqueline Lima 2018 in Buenos Aires

Jaqueline Maria Lopes Lima (* 23. April 2001 in Teresina, Piauí) ist eine brasilianische Badmintonspielerin.

## Karriere
Lima begann im Alter von acht Jahren bei einer Ferienveranstaltung in Teresina Badminton zu spielen. Im Juniorenbereich konnte sie auf sich aufmerksam machen, als sie 2015 bei den Junioren-Panamerikameisterschaften mit Brasilien das Finale des Mannschaftswettbewerbs erreichen konnte. Im folgenden Jahr zog sie mit der brasilianischen Nachwuchsmannschaft bei der Kontinentalmeisterschaft erneut ins Endspiel ein und siegte in der Altersklasse U17 im Mädchendoppel. Neben einer weiteren Podiumsplatzierung bei der Panamerikameisterschaft der Junioren wurde sie als Teil der Brasilianischen Nationalmannschaft auch bei der Panamerikameisterschaft Vizemeisterin. Außerdem konnte Lima 2017 bei den Peru International Zweite werden und mit den Brazil International im Damendoppel mit Sâmia Lima ihr erstes Erwachsenenturnier der internationalen Wettkampfserie der BWF gewinnen. Bei den Junioren-Kontinentalmeisterschaften 2018 war sie Teil der Mannschaft, die Vizemeisterin wurde und stand im Mädchendoppel auf dem Podium.
Bei den Olympischen Junioren-Sommerspielen in Buenos Aires vertrat Lima Brasilien. Bei dem Mannschaftswettbewerb, bei dem die Athleten in internationalen Teams antraten, erspielte sie die olympische Bronzemedaille. Neben Finalteilnahmen bei den Santo Domingo Open und den North Harbour International triumphierte Lima im Dameneinzel und Gemischten Doppel mit Fabrício Farias bei den Argentina International. Bei der Panamerikameisterschaft in Peru erreichte sie drei Platzierungen unter den besten drei und zwei dritte Plätze bei den Panamerikanischen Spielen. Mit fünf Endspielteilnahmen und neun Siegen bei internationalen Turnieren war 2019 die bislang erfolgreichste Saison für Lima. So wurde sie bei der Brazil International Series dreifache Siegerin und gewann jeweils zwei Mal bei der Brazil Future Series, den Santo Domingo Open und den Guatemala International. 2020 war sie Teil der brasilianischen Damenmannschaft, die bei den Panamerikameisterschaften Bronze gewann. Ein Jahr später siegte Lima jeweils im Damendoppel und Mixed bei der Brazil International Series und den Dominican Open. Im Jahr darauf wurde sie Südamerikaspielesiegerin im Mixed und mit dem Nationalteam.

## Sportliche Erfolge

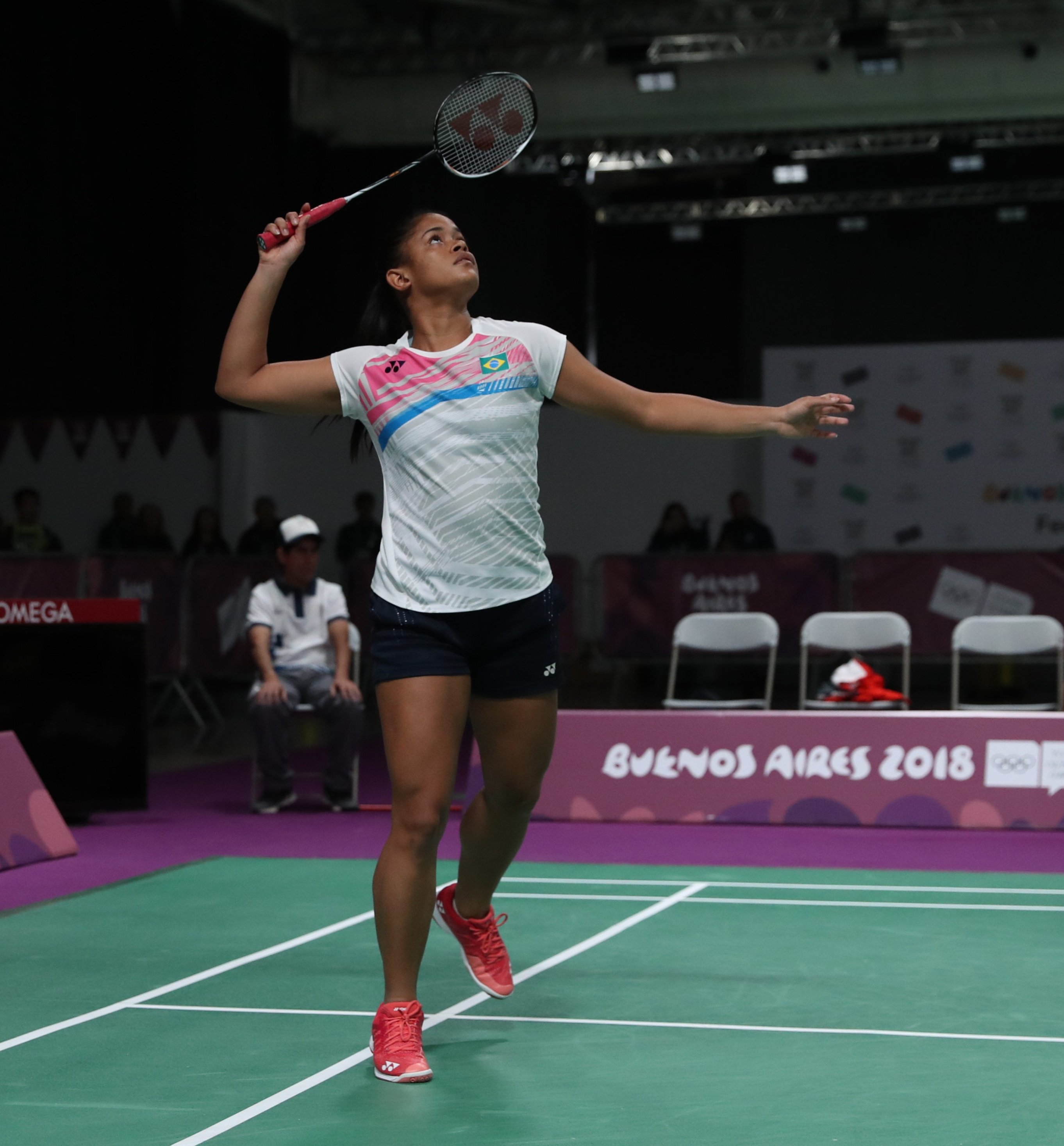
Lima im Spiel um die Bronzemedaille bei den Olympischen Jugend-Sommerspielen 2018

| Jahr | Veranstaltung                         | Platz | Disziplin     |
| ---- | ------------------------------------- | ----- | ------------- |
| 2015 | Junioren-Panamerikameisterschaft 2015 | 2.    | Mannschaft    |
| 2016 | Junioren-Panamerikameisterschaft 2016 | 2.    | Mannschaft    |
| 2016 | Colombia Juniors 2016                 | 1.    | Mädcheneinzel |
| 2017 | Junioren-Panamerikameisterschaft 2017 | 3.    | Mannschaft    |
| 2018 | Spanish Juniors 2018                  | 2.    | Mixed         |
| 2018 | Italian Juniors 2018                  | 2.    | Mixed         |
| 2018 | Junioren-Panamerikameisterschaft 2018 | 2.    | Mannschaft    |
| 2018 | Junioren-Panamerikameisterschaft 2018 | 3.    | Mädchendoppel |
| 2019 | Junioren-Panamerikameisterschaft 2019 | 3.    | Mannschaft    |
| 2019 | Brazil Juniors 2019                   | 1.    | Mädcheneinzel |
| 2019 | Brazil Juniors 2019                   | 1.    | Mädcheneinzel |

| Jahr | Veranstaltung                     | Platz | Disziplin   |
| ---- | --------------------------------- | ----- | ----------- |
| 2017 | Panamerikameisterschaft 2017      | 2.    | Mannschaft  |
| 2017 | Brazil International 2017         | 1.    | Damendoppel |
| 2017 | Peru International 2017           | 2.    | Damendoppel |
| 2018 | North Harbour International 2018  | 2.    | Mixed       |
| 2018 | Santo Domingo Open 2018           | 2.    | Mixed       |
| 2018 | Argentina International 2018      | 1.    | Mixed       |
| 2018 | Argentina International 2018      | 1.    | Dameneinzel |
| 2019 | Panamerikameisterschaft 2019      | 3.    | Damendoppel |
| 2019 | Panamerikameisterschaft 2019      | 2.    | Mixed       |
| 2019 | Panamerikameisterschaft 2019      | 3.    | Mannschaft  |
| 2019 | Panamerikaspiele 2019             | 3.    | Damendoppel |
| 2019 | Panamerikaspiele 2019             | 3.    | Mixed       |
| 2019 | Peru International 2019           | 2.    | Damendoppel |
| 2019 | Peru International 2019           | 2.    | Mixed       |
| 2019 | Brazil Future Series 2019         | 1.    | Damendoppel |
| 2019 | Brazil Future Series 2019         | 1.    | Mixed       |
| 2019 | Brazil Future Series 2019         | 2.    | Dameneinzel |
| 2019 | Carebaco International 2019       | 2.    | Mixed       |
| 2019 | Mexico International 2019         | 2.    | Mixed       |
| 2019 | Guatemala International 2019      | 1.    | Damendoppel |
| 2019 | Guatemala International 2019      | 1.    | Mixed       |
| 2019 | Brazil International Series 2019  | 1.    | Damendoppel |
| 2019 | Brazil International Series 2019  | 1.    | Mixed       |
| 2019 | Brazil International Series 2019  | 1.    | Dameneinzel |
| 2019 | Santo Domingo Open 2019           | 1.    | Damendoppel |
| 2019 | Santo Domingo Open 2019           | 1.    | Mixed       |
| 2019 | Brasilianische Meisterschaft 2019 | 2.    | Mixed       |
| 2020 | Panamerikameisterschaft 2020      | 3.    | Mannschaft  |
| 2021 | Brazil International Series 2021  | 1.    | Damendoppel |
| 2021 | Brazil International Series 2021  | 1.    | Mixed       |
| 2021 | Brazil International Series 2021  | 2.    | Dameneinzel |
| 2021 | Dominican Open 2021               | 1.    | Damendoppel |
| 2021 | Dominican Open 2021               | 1.    | Mixed       |
| 2022 | Panamerikameisterschaft 2022      | 3.    | Mannschaft  |
| 2022 | Brazil International Series 2022  | 1.    | Damendoppel |
| 2022 | Südamerikaspiele 2022             | 2.    | Damendoppel |
| 2022 | Südamerikaspiele 2022             | 1.    | Mixed       |
| 2022 | Südamerikaspiele 2022             | 1.    | Mannschaft  |
| 2024 | Peru International Series         | 1     | Damendoppel |